# Maartje Wortel
Maartje Wortel (Eemnes, 26 oktober 1982) is een Nederlandse schrijfster.

## Loopbaan
Wortel groeide op in "boerendorp" Eemnes, in een huis uit 1650, dat vanwege de ouderdom werkt; ze noemde het huis in 2024 een spookhuis. Na de middelbare school Laar & Berg in Laren bezocht ze korte tijd de Academie voor Journalistiek in Tilburg. Ze moest daarbij verslag doen in en over Oss, maar dat vond ze te saai en begon verhalen te verzinnen, hetgeen niet paste binnen de journalistiek. In het eropvolgende schooljaar volgde ze de opleiding Beeld & Taal aan de Gerrit Rietveld Academie te Amsterdam. Na een vrij begin maakte de instelling haar duidelijk dat ze de studie serieuzer moest nemen. Dat lukte mede dankzij Coco Schrijber, die ze beschouwt als een soort mentor. Wortel werd later zelf docent aan de Gerrit Rietveld Academie. Mede op advies van Wim Brands (ook docent) begon ze met het schrijven van korte verhalen.
Ze publiceerde korte verhalen in de literaire tijdschriften Passionate Magazine, De Brakke Hond en De Gids. Haar columns verschenen in NRC Next en Trouw. Een thema in haar werk is "wat zie ik en wat zie jij".
Maartje Wortel debuteerde in 2009 met de verhalenbundel Dit is jouw huis bij De Bezige Bij, de enige uitgeverij die ze toen kende. In 2011 verscheen haar eerste roman Half Mens, waarvoor zij genomineerd werd voor de BNG Bank Literatuurprijs. Onderwerp van Half mens is een Amerikaanse taxichauffeur die een Nederlands meisje aanrijdt. Inspiratiebron voor het boek was een artikel over Body Integrity Identity Disorder (BIID). In 2014 verscheen eveneens bij de Bezige Bij het goed onthaalde IJstijd. In 2015 kwam bij de opstartende uitgeverij Das Mag de verhalenbundel Er moet iets gebeuren uit. Er volgen naast goede recensies ook nominaties voor de Fintro Literatuurprijs en de ECI Literatuurprijs.
In het boek De groef - een wandeling (2021) beschrijft ze hoe ze vijf jaar lang dagelijks wandelingen maakte door het Oosterpark (Amsterdam) met haar goede vriendin Niña Weijers.
Vanaf januari 2024 brengt Orkater Wortels toneelstuk Ground Floor op de planken, onder regie van Suze Milius en met muziek van Annelinde Bruijs. Een eerdere samenwerking liep stuk, omdat Wortel het idee had dat haar teksten (nog) niet geschikt waren voor toneel.

## Persoonlijk
Maartje Wortel is de dochter van kleinkunstenaar Gerard Wortel. Ze woont in de Indische Buurt in Amsterdam-Oost. Zelf is ze liefhebber van De avonden van Gerard Reve en het oeuvre van Jan Wolkers. Ze heeft sympathie voor Extinction Rebellion en nam deel aan de A12-blokkade. 
In 2020 had Wortel een relatie met Georgina Verbaan. Sinds 2021 heeft ze een relatie met Nederlandse voormalig top-zwemster Femke Heemskerk.

## Bestseller 60
| Boeken met noteringen in de Nederlandse Bestseller 60 | Jaar van verschijnen | Datum van binnenkomst | Hoogste positie | Aantal weken | Opmerkingen |
| ----------------------------------------------------- | -------------------- | --------------------- | --------------- | ------------ | ----------- |
| Camping                                               | 2024                 | 25-09-2024            | 29              | 2            |             |

## Prijzen
- 2007 - Juryprijs in de landelijke finale van de schrijfwedstrijd Write Now![11]
- 2010 - Anton Wachterprijs voor Dit is jouw huis[12]
- 2010 - Nieuw Proza Prijs voor het verhaal Kranten[13]
- 2012 - Gouden Nationale Twittergala Cup Spui25[14][15]
- 2015 - BNG Bank Literatuurprijs[16]
- 2025 - BruutTAAL Regenboogboek van het jaar 2025 voor Camping[17]